# ایزومسکالین
ایزومسکالین (به انگلیسی: Isomescaline) با فرمول شیمیایی C۱۱H۱۷NO۳ یک ترکیب شیمیایی است. که جرم مولی آن ۲۱۱٫۲۶۰ g/mol می‌باشد. 